# Yang Hyun-suk
Yang Hyun-suk (kor. 양현석; ur. 9 stycznia 1970 w Seulu) – południowokoreański dyrektor muzyczny, raper, tancerz, autor tekstów i producent muzyczny. Zyskał sławę jako członek zespołu Seo Taiji and Boys w latach 90. Po rozwiązaniu grupy założył i został producentem wykonawczym oraz przewodniczącym YG Entertainment, jednej z trzech największych wytwórni muzycznych w Korei Południowej.

## Biografia

### 1992-1996: Seo Taiji & Boys
Seo Taiji & Boys został założony w 1991 roku przez Seo Taijiego, Lee Juno i Yang Hyun-seoka. Yang powiedział, że po raz pierwszy spotkał Seo, gdy ten przyszedł do niego, aby nauczyć się tańczyć. Zachwycony jego muzyką, Yang zaproponował dołączenie do grupy, a później rekrutowali Lee, który był jednym z najlepszych tancerzy w Korei. Grupa miała duży wpływ na koreańską scenę muzyczną i była znana z singla „Nan Arayo” („난 알아요”, „I Know”). Grupa spotkała się z krytyką za różne albumy, zwłaszcza za utwór „Shidaeyugam” ( 시대유감, „Regret of the Times”), na którym reakcja fanów doprowadziła do zniesienia prawa o pre-cenzurze w 1996 roku. Grupa rozwiązała się w 1996 roku, a każdy z członków rozpoczął działalność solową.

### 1996-2019: YG Entertainment
W 1996 roku założył firmę YG Entertainment i wydał swój pierwszy solowy album, na którym znalazł się utwór skomponowany przez Seo Taijiego. Była to ich pierwsza współpraca od rozstania. Była to ich pierwsza współpraca od rozstania Jinusean, 1TYM, Wheesung, Gummy, Seven, Big Bang, 2NE1, Winner, iKon, Tablo, Epik High, Lee Hi, Blackpink, Treasure i Psy.
Ze względu na kontrowersje związane ze skandalem Burning Sun oraz innymi zarzutami, Yang Hyun-suk ogłosił swoje plany rezygnacji ze wszystkich swoich stanowisk w YG Entertainment, a jego brat Yang Min-suk ogłosił swoją decyzję o rezygnacji z funkcji CEO YG Entertainment 14 czerwca 2019 roku.

### Od 2023: Powrót do YG
22 grudnia 2022 roku Yang został uniewinniony od postawionych mu zarzutów, a pierwszego dnia 2023 roku pojawił się w teledysku zapowiedziowym najnowszą dziewczęcą grupę YG, BabyMonster, sześć lat po debiucie Blackpink, jako część projektu „YG Next Movement”.

## Życie osobiste
W marcu 2010 roku Yang ujawnił, że zna byłą członkinię zespołu Swi.T, Lee Eun-ju, która jest o 12 lat młodsza od niego i młodszą siostrą członka zespołu Sechs Kies, Lee Jai-jina, od dziewięciu lat. Yang i Lee mają razem dwoje dzieci, Yoo-jin i Seung-hyun.

## Dyskografia

### Albumy
- Yang Hyun-suk (1998)[3]

## Filmografia
| Rok  | Tytuł                     | Notatki                                       |
| ---- | ------------------------- | --------------------------------------------- |
| 2009 | Superstar K               | Sędzia                                        |
| 2011 | K-pop Star 1              | Sędzia dla YG Entertainment                   |
| 2012 | K-pop Star 2              | Sędzia dla YG Entertainment                   |
| 2013 | K-pop Star 3              | Sędzia dla YG Entertainment                   |
| 2013 | Win: Who Is Next?         | Dyrektor generalny YG Entertainment, dyrektor |
| 2014 | Mix & Match               | Dyrektor generalny YG Entertainment, dyrektor |
| 2014 | K-pop Star 4              | Sędzia dla YG Entertainment                   |
| 2015 | K-pop Star 5              | Sędzia dla YG Entertainment                   |
| 2016 | K-pop Star 6              | Sędzia dla YG Entertainment                   |
| 2017 | Mix Nine                  | Sędzia                                        |
| 2018 | YG Future Strategy Office |                                               |
| 2018 | YG Treasure Box           | Sędzia                                        |